# Labbofjärden
Labbofjärden var? en sjö, där Forsmarks kärnkraftverk nu ligger, i Östhammars kommun i Uppland och ingår i Tämnarån-Forsmarksåns kustområde.